# Ângela da Cruz
Ângela da Cruz Guerrero y González, ( em castelhano:  Ángela de la Cruz Guerrero y González; 30 de janeiro de 1846 - 2 de março de 1932), era uma religiosa espanhola e fundadora das Irmãs da Cruz, um instituto religioso católico romano dedicado a ajudar os pobres abandonados e os doentes, sem ninguém para cuidar deles. Ela foi canonizada em 2003 pelo Papa João Paulo II.

## Vida
Nasceu em Sevilha em 30 de janeiro de 1846, na 5 Plaza de Santa Lucia, e foi batizada em 2 de fevereiro na Igreja de Santa Lúcia com o nome de María de los Angeles.
A família era humilde. Seu pai, Francisco Guerrero, era um cardador de lã de Grazalema que se mudara para Sevilha. Sua mãe, Josefa González, era sevilhana, filha de pais nascidos em Arahal e Zafra. Ela era uma de 14 filhos, dos quais apenas seis chegaram à idade adulta.
Os pais de Guerrero trabalharam em um priorado dos frades trinitários de Sevilha, seu pai como cozinheiro e sua mãe como lavadeira e costureira. Sua escolaridade era limitada, como era típico das jovens dessa classe social da época. Recebeu a primeira comunhão aos oito anos e a confirmação aos nove. Aos 12 anos ela foi trabalhar em uma sapataria para ajudar na renda familiar, onde permaneceu quase continuamente até os 29 anos.

## Despertar religioso
A supervisora de Guerrero na sapataria era Antonia Maldonado, uma senhora devota que incentivava seus funcionários a rezar juntos, recitar o rosário e ler sobre a vida dos santos. Por meio dela, aos 16 anos, Guerrero conheceu José Torres y Padilla, um sacerdote canarino com fama de santidade, que era o diretor espiritual de Maldonado. Ele se tornou o guia espiritual e confessor de Guerrero e passou a ter uma grande influência sobre ela.
Em 1865, aos 19 anos, Guerrero aplicou-se para entrar no mosteiro das Carmelitas Descalças em Sevilha como uma irmã leiga. Seu pedido, entretanto, foi negado porque o estado de sua saúde parecia inadequado para o pesado trabalho físico exigido daqueles membros da comunidade monástica. Ela foi então aconselhada por Torres a começar a trabalhar entre os doentes, especialmente os que sofriam de cólera, que era comum na época. Três anos depois, em 1868, voltou a candidatar-se à vida consagrada, desta vez às Filhas da Caridade de Sevilha e, embora ainda não estivesse bem, foi aceite. As irmãs tentaram tratá-la com saúde, mandando-a para Valência para se recuperar, mas Guerrero finalmente teve que deixar o convento durante o noviciado e voltou a trabalhar na fábrica de calçados. Durante esse tempo, ela manteve um detalhado diário espiritual que revelou o estilo e os ideais de vida que ela se sentiu chamada a viver.

## Fundadora

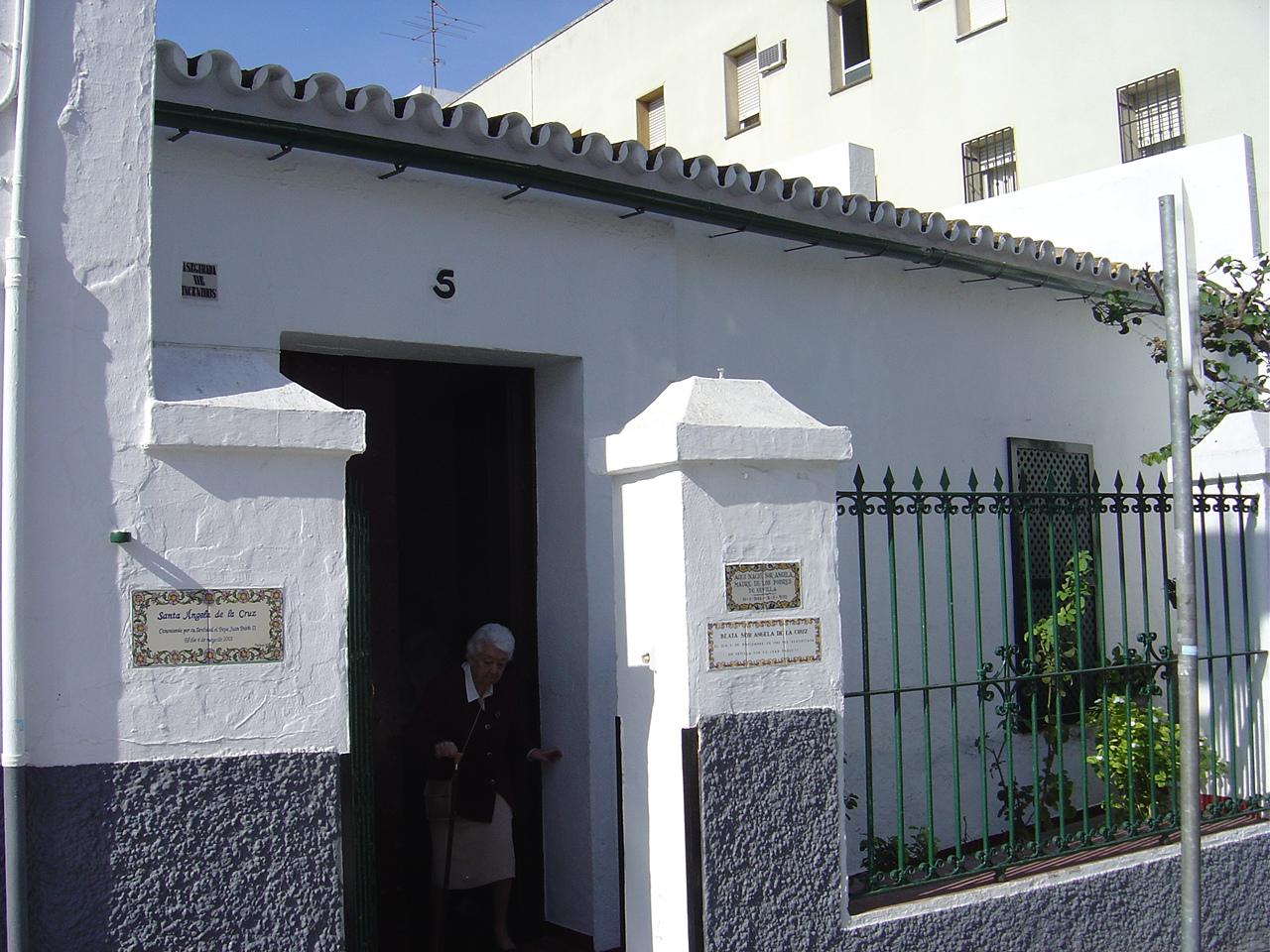
Local de nascimento de Santa Ângela em Sevilha

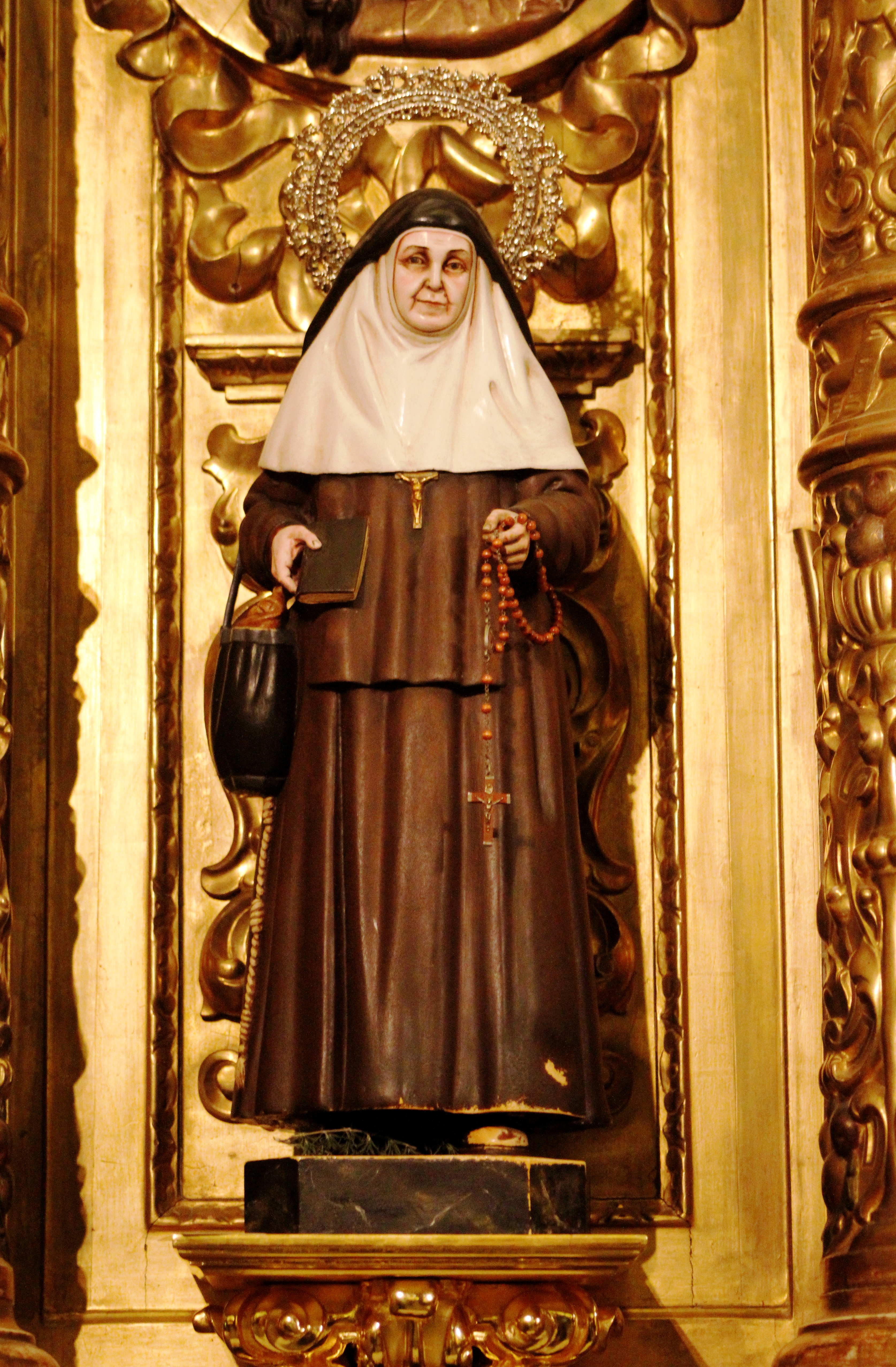
Estátua de Santa Ângela da Cruz em Sevilha.

Em 2 de agosto de 1875 Guerrero (agora com 29 anos) deixou a sapataria e se juntou a três outras mulheres, Josefa de la Peña, que era rica,  Juana María Castro e Juana Magadán, ambas de famílias pobres como a dela, que se estabeleceram como uma comunidade religiosa. Torres assumiu o cargo de diretora do novo instituto e nomeou Guerrero como superiora da comunidade.  Com o dinheiro de De la Peña, elas alugaram um pequeno quarto com acesso a uma cozinha na rua San Luis 13, em Sevilha, e de lá organizaram um serviço de apoio diurno e noturno para os pobres e doentes locais. Nessa época, começaram a usar o hábito religioso e Guerrero assumiu o nome religioso de Madre Ângela da Cruz.
A comunidade recebeu a aprovação oficial em 5 de abril de 1876 de Luis de la Lastra y Cuesta, cardeal arcebispo de Sevilha. Em 1877 foi fundada uma segunda comunidade em Utrera, na Província de Sevilha, e posteriormente outra em Ayamonte. Torres morreu no mesmo ano e seu cargo como diretor do instituto foi ocupado por seu proteg
ido, José María Alvarez y Delgado. Nesse mesmo ano, Guerrero fez seus votos religiosos perpétuos com ele.  Logo 23 comunidades do novo instituto foram fundadas, principalmente no oeste da Andaluzia e no sul da Extremadura.

## Morte
Guerrero morreu em Sevilha em 2 de março de 1932 de causas naturais, aos 86 anos, e foi sepultada no Convento das Irmãs da Cruz. Setenta e um anos depois, em 4 de maio de 2003, seu corpo foi transferido para a Catedral de Sevilha como parte da celebração de sua canonização. Seu corpo permaneceu em exibição por uma semana em um caixão com as laterais de vidro até ser devolvido ao convento em 11 de maio.

## Canonização
Como primeiro passo para a canonização de Guerrero, ela foi declarada venerável em 12 de fevereiro de 1976 pelo Papa Paulo VI. Foi beatificada em 5 de novembro de 1982 pelo Papa João Paulo II em Sevilha. Finalmente, ela foi declarada santa em 4 de maio de 2003 pelo Papa João Paulo II na Plaza de Colón em Madrid.